# Eois rubiada
Eois rubiada är en fjärilsart som beskrevs av Paul Dognin 1893. Eois rubiada ingår i släktet Eois och familjen mätare. Inga underarter finns listade i Catalogue of Life.